# Ремптендорф
Ремптендорф (њем. Remptendorf) општина је у њемачкој савезној држави Тирингија. Једно је од 76 општинских средишта округа Зале-Орла. Према процјени из 2010. у општини је живјело 3.934 становника. Посједује регионалну шифру (AGS) 16075134.

## Географски и демографски подаци
Ремптендорф се налази у савезној држави Тирингија у округу Зале-Орла. Општина се налази на надморској висини од 490 метара. Површина општине износи 97,3 km². У самом мјесту је, према процјени из 2010. године, живјело 3.934 становника. Просјечна густина становништва износи 40 становника/km².